# Leucosticte brandti
Il fanello rosato testanera (Leucosticte brandti Bonaparte, 1851) è un uccello passeriforme appartenente alla famiglia dei Fringillidi.

## Etimologia
Il nome scientifico della specie, brandti, venne scelto in omaggio al naturalista Johann Friedrich von Brandt, molto attivo in Siberia.

## Descrizione

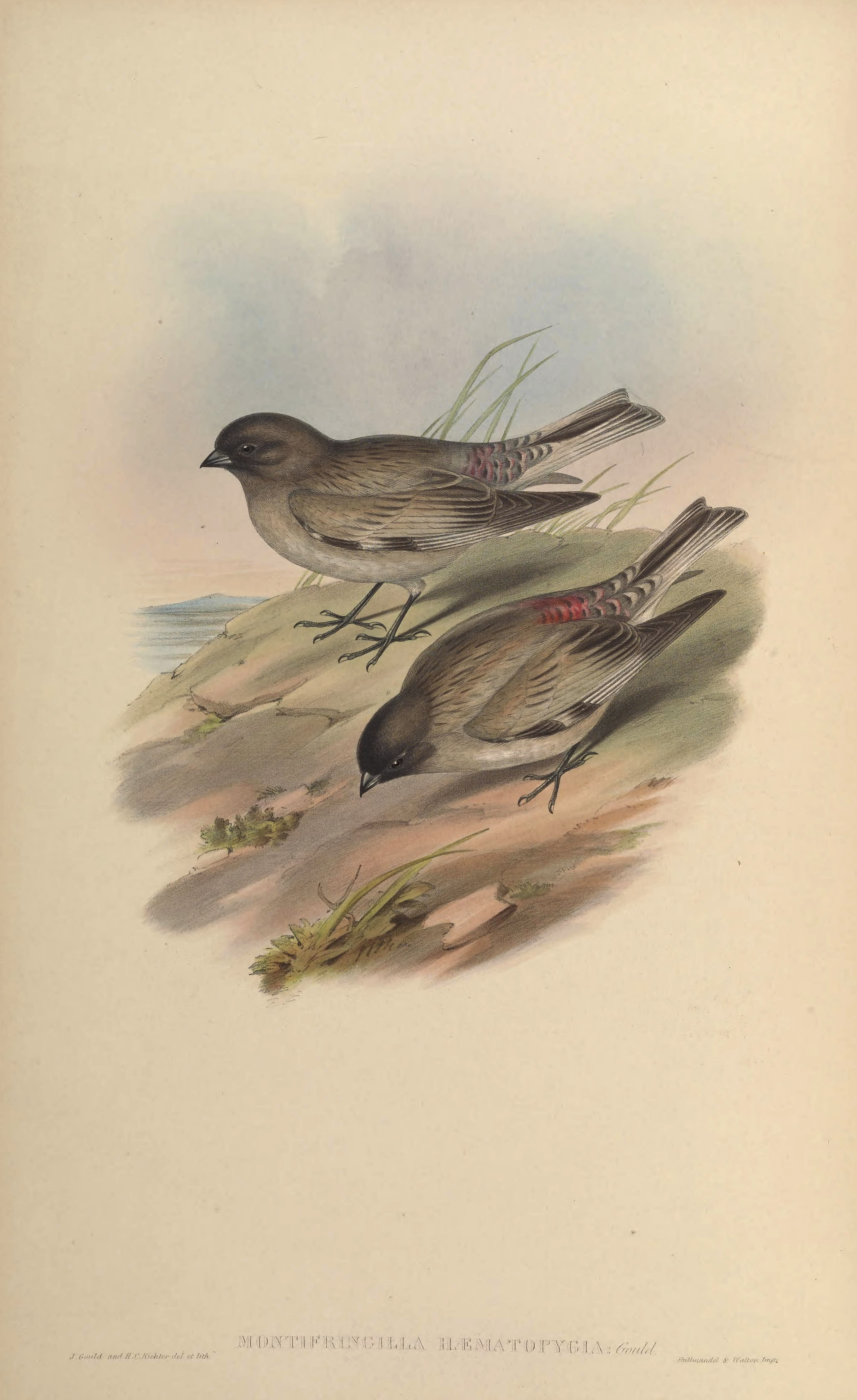
Coppia in un'illustrazione di John Gould.

### Dimensioni
Misura 16,5-19 cm di lunghezza, per 26-34 g di peso.

### Aspetto
Si tratta di uccelletti dall'aspetto robusto ma slanciato, con becco piccolo e conico, ali allungate e lunga coda squadrata dalla punta lievemente forcuta: spesso vengono confusi col congenere e affine fanello rosato disadorno.
Il piumaggio appare piuttosto sobrio, dominato dalle tonalità del grigio e del bruno: gola, petto, testa e dorso sono grigiastri, ventre e fianchi sono bruno-grigiastri con sfumature color cannella, la coda e le remiganti sono nere, queste ultime con penne dallìorlo biancastro, stesso colore del sottocoda. Come intuibile dal nome comune, la fronte, il vertice e la mascherina facciale sono di colore nero, colorazione di diversa estensione a seconda della sottospecie e comunque più evidente nei maschi rispetto alle femmine: per il resto, il dimorfismo sessuale non è evidente. Becco e zampe sono di colore nerastro, gli occhi sono di colore bruno scuro.

## Biologia

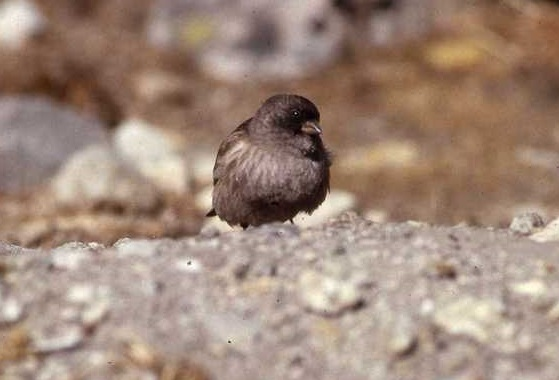
Esemplare sul Lobuche.

Si tratta di uccelli diurni, che all'infuori del periodo riproduttivo si muovono stormi anche consistenti (oltre 2000 individui), passando la maggior parte della giornata alla ricerca di cibo, mantenendosi perlopiù al suolo.

### Alimentazione
La dieta di questi uccelli è perlopiù granivora, componendosi di semi di piante erbacee montane, nonché di altri elementi di origine vegetale (come bacche, germogli e foglie delle suddette piante) e sporadicamente (soprattutto durante il periodo estivo) di piccoli invertebrati.

### Riproduzione
La stagione riproduttiva va da giugno ad agosto: questa specie mostra abitudini semicoloniali, coi nidi che vengono collocati a un centinaio di metri gli uni dagli altri oppure isolati. I maschi, tuttavia, si mostrano molto protettivi nei confronti delle femmine e dei nidi, attaccando con veemenza eventuali intrusi che osassero avvicinarsi troppo.
Il nido, a forma di coppa, viene costruito al suolo o a poca altezza fra le rocce, intrecciando fibre vegetali e foderando l'interno con piumino e pelame: la sua costruzione è completamente a carico della femmina, col maschio che staziona nei dintorni e sporadicamente fornisce materiale da costruzione. Le uova, in numero di 3-5, vengono covate dalla femmina per circa due settimane, ed i pulli (ciechi ed implumi alla schiusa) vengono imbeccati da ambo i genitori con semi e insetti rigurgitati per circa tre settimane, quando sono pronti per l'involo. I giovani rimangono ancora per qualche giorno presso il nido, chiedendo sempre più sporadicamente l'imbeccata ai genitori, prima di allontanarsene definitivamente e disperdersi.

## Distribuzione e habitat

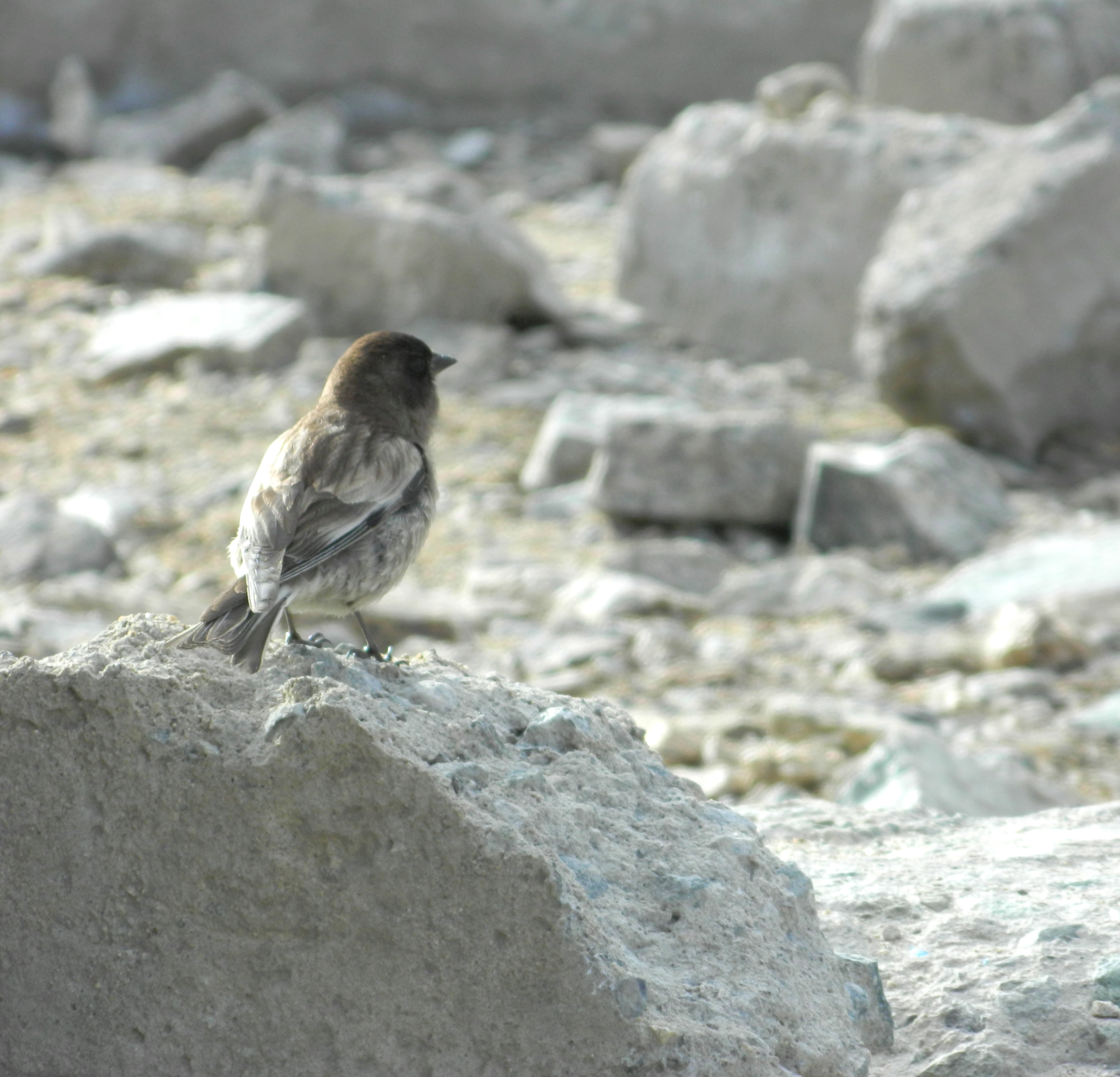
Esemplare a Khardung La.

Questi uccelli occupano un areale che si estende dai Monti Sajany a nord fino all'Afghanistan nord-orientale a sud, e a est attraverso l'altopiano del Tibet e le pendici meridionali della catena dell'Himalaya fino alla Cina centrale (Quinghai, Gansu, Yunnan nord-occidentale, Sichuan occidentale)
L'habitat di questi uccelli è rappresentato dalle aree rocciose montane e submontane, con copertura vegetale sparsa o (durante il periodo riproduttivo) molto rada: durante l'inverno, essi tendono a scendere di quota, spingendosi nelle aree pedemontane.

## Tassonomia
Se ne riconoscono sette sottospecie:
- Leucosticte brandti brandti Bonaparte, 1851 - la sottospecie nominale, diffusa nel Turkestan orientale (area di confine fra Kirghizistan e Kazakistan, Zungaria, Tien Shan, Uiguristan occidentale), svernante nel Kashmir;
- Leucosticte brandti margaritacea (Madarász, 1904) - diffusa nel nord dell'areale occupato dalla specie, dai Monti Altaj alla Mongolia occidentale;
- Leucosticte brandti pamirensis Severtsov, 1883 - diffusa nel Pamir e nel sud del Tien Shan, in Afghanistan nord-orientale e in Uiguristan sud-occidentale, svernante in Kashmir;
- Leucosticte brandti haematopygia Gould, 1851 - diffusa lungo le pendici meridionali dell'Himalaya, dal Kashmir al Bhutan attraverso Nepal, Sikkim e sud del Tibet;
- Leucosticte brandti pallidior Bianchi, 1908 - diffusa in Cina centrale (Kunlun e Quinghai settentrionale), svernante nel Gansu nord-occidentale;
- Leucosticte brandti intermedia Stegmann, 1933 - diffusa in Cina centrale (Quinghai);
- Leucosticte brandti walteri Hartert, 1904 - diffusa in Tibet centro-orientale e in Cina sud-occidentale (Sichuan);

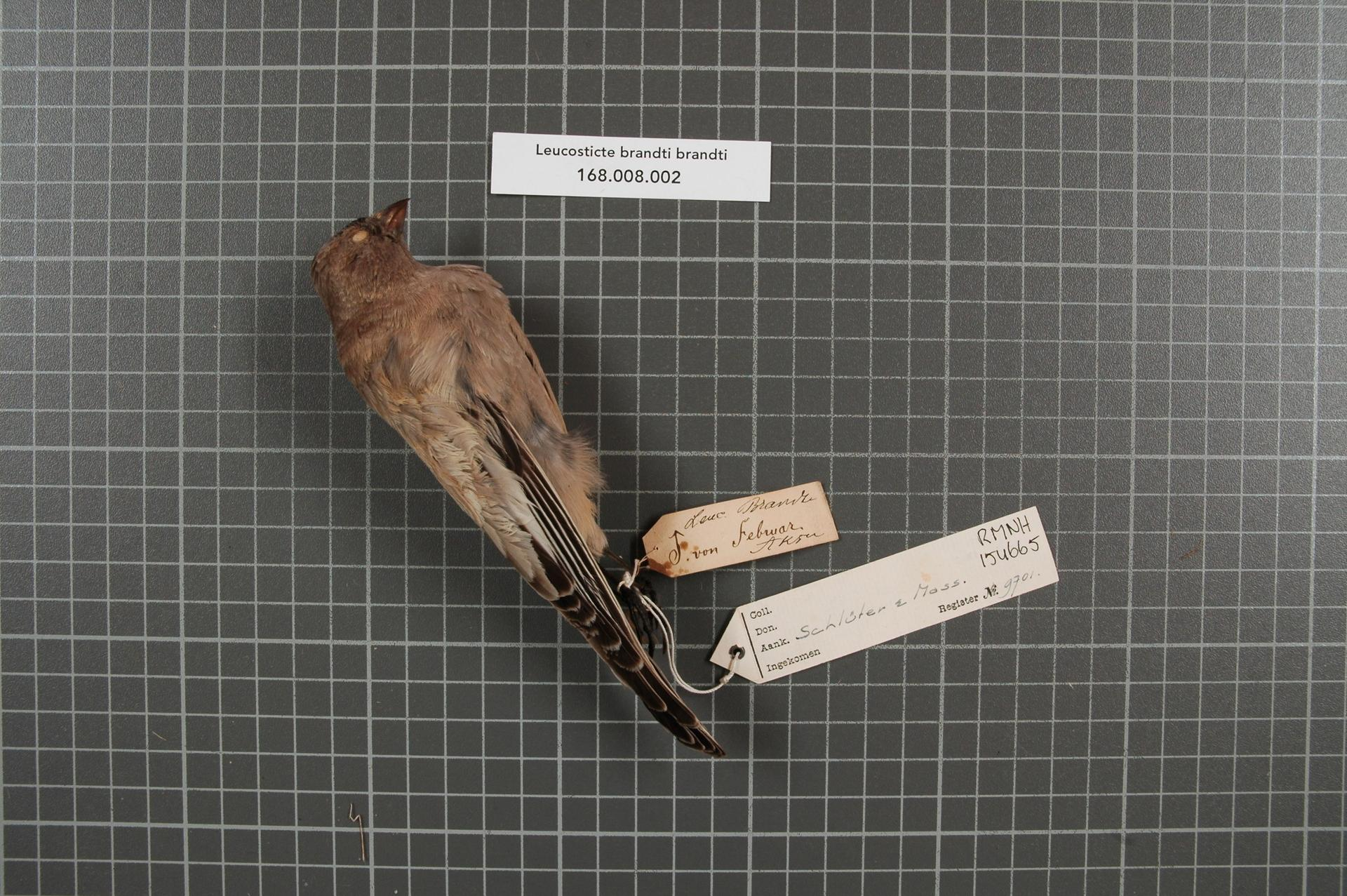
Maschio impagliato della sottospecie nominale.
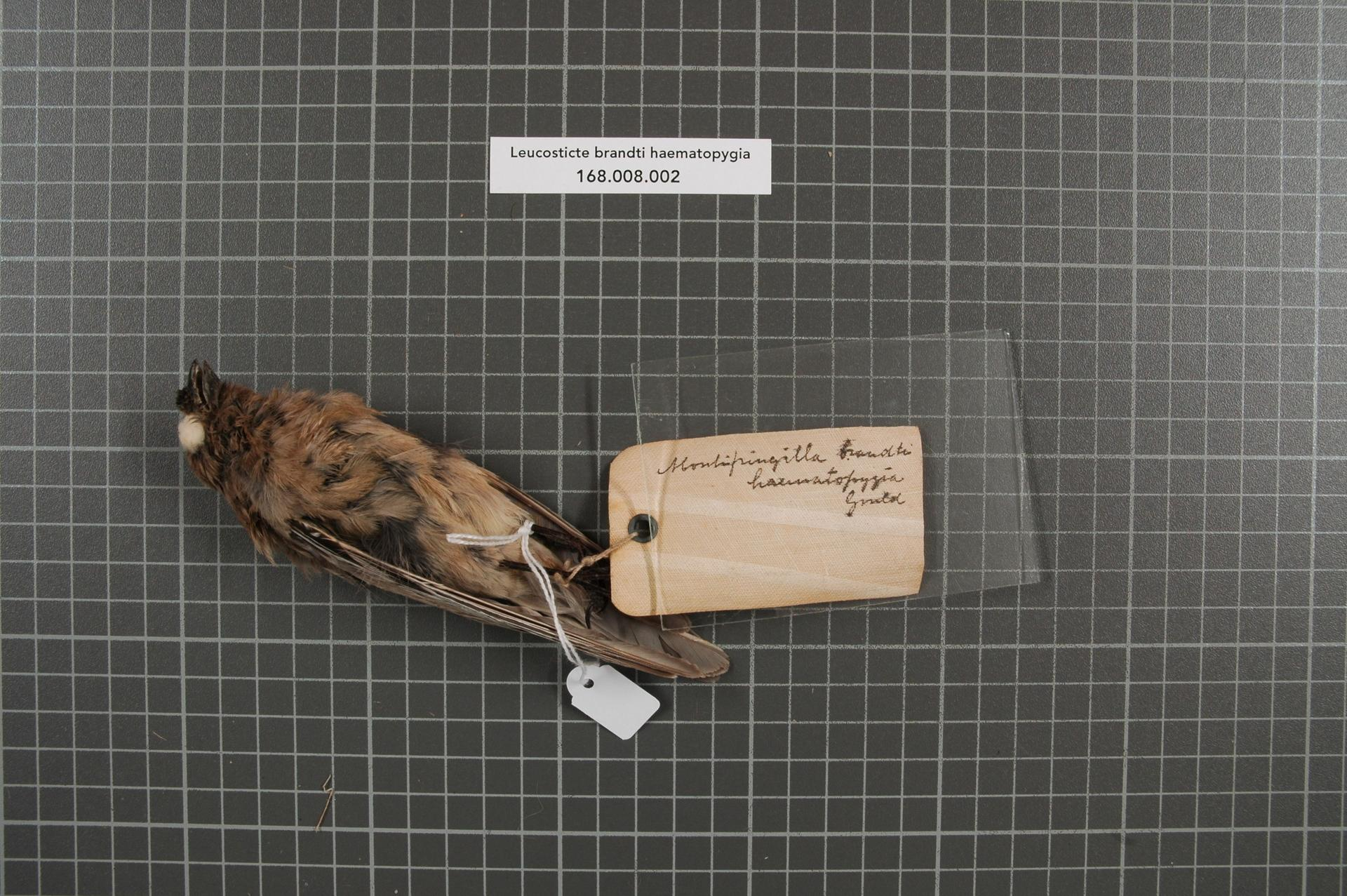
Esemplare impagliato della sottospecie haematopygia.
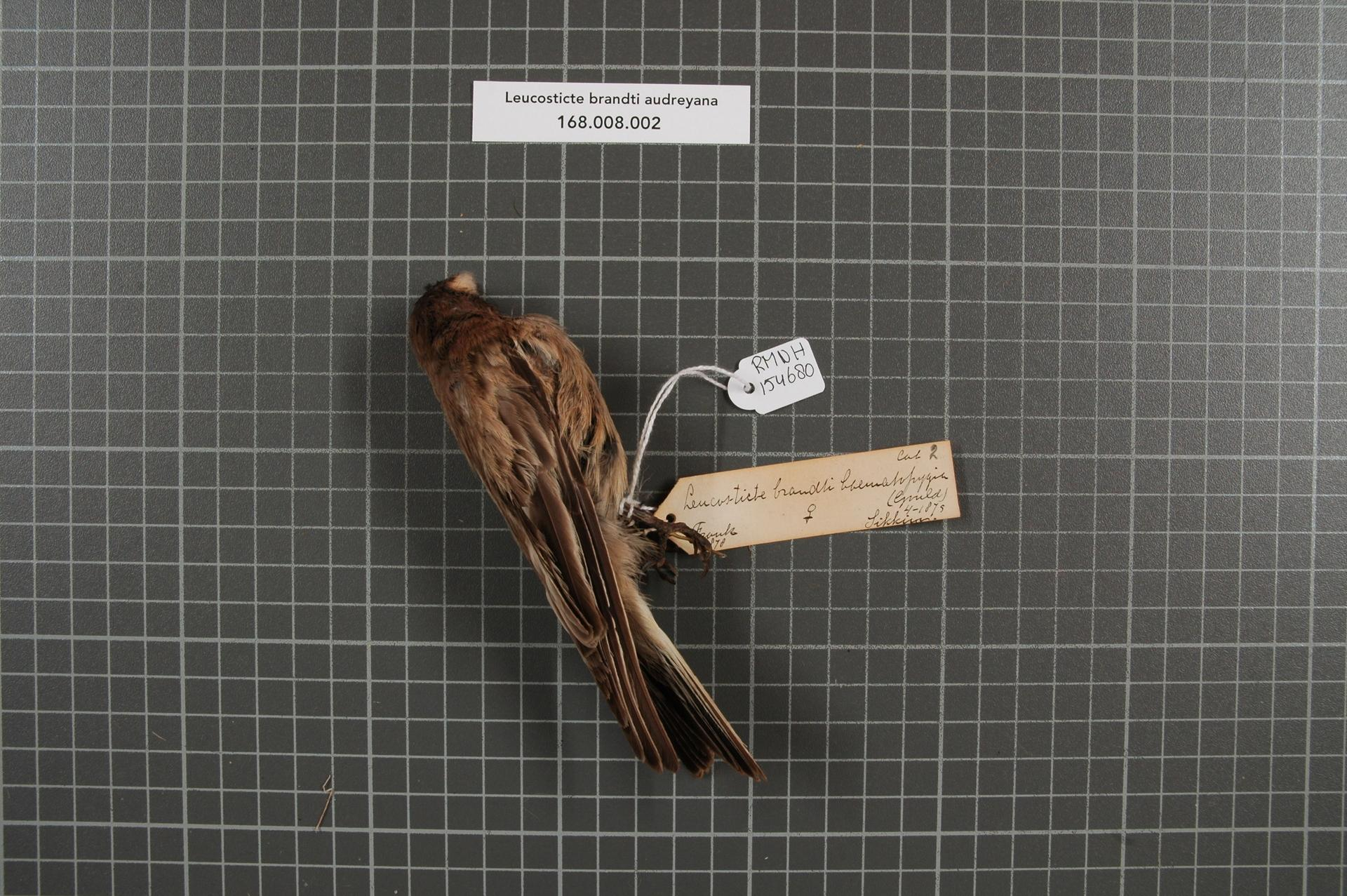
Femmina impagliata della presunta sottospecie audreyana.

Alcuni autori riconoscerebbero un'ottava sottospecie, L. b. audreyana, comprendente le popolazioni del Sikkim settentrionale, attualmente sinonimizzate con L. b. haematopygia.